# Csíky Boldizsár (zeneszerző)
Csíky Boldizsár (Marosvásárhely, 1937. október 3. –) magyar zeneszerző, tanár, muzikológus.

## Életpályája
Marosvásárhelyen a Bolyai Farkas Líceum (1954) és a Művészeti Líceum (1955) növendéke volt. 1961-ben végezte tanulmányait a kolozsvári Gheorghe Dima Zenekonzervatóriumban. 1961-től 1990-ig a Marosvásárhelyi Állami Filharmónia művészeti titkára, majd 1990–1997 között igazgatója, 1997–2000 között pedig tanácsosa.
2006–2013 között a Marosvásárhelyi Művészeti Egyetem zenetanárképző karának összhangzattan, ellenponttan, zenei formatan és kamarazene-professzora.
1968-tól a Romániai Zeneszerzők és Muzikológusok Szövetségének tagja.
1994-től a Magyar Zeneszerzők Szövetségének tagja (1976-tól nem hivatalosan).
Tanulmányait, kritikáit, interjúit romániai és magyarországi szaklapok és folyóiratok közölték (pl. az Utunk, Korunk, Új Élet). Kutatásokat végzett a marosvásárhelyi zenei élet múltjában, tanulmánya jelent meg A zenekari muzsika Marosvásárhelyen címmel (a Zenetudományi írások című gyűjteményben, 1977).
70 éves születésnapja alkalmából hangversenyt tartottak tiszteletére az Óbudai Társaskörben 2007. november 17-én.

## Fontosabb művei
- Concertatio nagyzenekarra
- Erdélyi Rapszódia szimfonikus zenekarra
- Gulag, symphonic memorial
- Divertimento fúvósoktettre
- Prelúdium, Fúga és Posztlúdium szimfonikus zenekarra
- La quiete di Piazza Dante, szimfonikus kép
- Missa Instrumentalis gordonkára
- Passacaglia egy Bolyai-képletre, szólóhegedűre
- Szillogizmus zongorára
- Barcsai-kantáta kórusra és zenekarra
- A Hegy, nagyzenekarra
- Régi erdélyi énekek és táncok, Vitézi énekek Tinódi-dallamokra, kamarazenekarra
- valamint két vonósnégyes és két zenekari darab, mintegy 75 kórusmű és dal (közte Szabó Erzsi balladája, az Ecloga, a Falusi Madrigálok, a Pogány Zsoltárok, a Fülemilének szól, az Idő és hírnév, a Sorozat Veress Sándor moldvai gyűjtésének dallamaira, a Nagy hegyi tolvaj, a Búcsúzás Kemenesaljától), 25 színpadi zene, kamaraművek, stb.

### Bemutatók színhelyei
Svédország, Írország, Németország, Magyarország, Bulgária, Japán, Moldávia, Amerikai Egyesült Államok, Olaszország, Anglia, Svájc, Románia (Bukarest, Kolozsvár, Temesvár, Nagyszeben, Brassó, Szatmár, Marosvásárhely, Nagyvárad, Bákó, Craiova, Arad).

### Műveinek előadói
A fenti romániai városok szimfonikus zenekarai, a Nemzeti Filharmónia, a Budapesti Rádió Szimfonikus Zenekara, a miskolci, pécsi zenekarok, a bukaresti George Enescu Szimfonikus Zenekar, a debreceni Kodály-kórus, a Camerata Transsylvanica, a Budapest Fúvósegyüttes, a Pro Camera Vonósnégyes, a Magyar Rádió Kórusa, a budapesti Angelica-leánykar, I Salonisti (Svájc).

### Karmesterek
Emil Simon, Selmeczi György, Kocsis Zoltán, Bogányi Tibor, Mircea Basarab, Emanoil Enescu, Remus Georgescu, Strausz Kálmán, Kovács László, Szalman Lóránt, Erich Bergel, Ilarion Ionescu-Galați, Gheorghe Costin, Petre Sbârcea, Ménesi Gergely, Cristian Mandeal, Ligeti András, Horia Endreescu, Gráf Zsuzsanna.

### Előadóművészek
Selmeczi János, Pászthy Júlia, Márffy Gabriella, Csíky Boldizsár jr., Csíky Borka Boglárka, Bartha Géza.

## Közéleti tevékenység
- A Kemény Zsigmond Társaság (Marosvásárhely)[3] elnöke, a Pro Europa Liga[4] társelnöke, a dr. Bernády György Közművelődési Alapítvány és a Teleki Téka Kuratóriumának tagja, a Marosvásárhelyi Önkormányzat két első ciklusában (1990–1998) városi tanácsos.

## Díjai, kitüntetései
- A Budapesti Liszt Ferenc Zeneakadémia Bartók-Pásztory-díja (1986)
- A Román Akadémia George Enescu-díja (1980)
- A Magyar Berzsenyi Társaság Berzsenyi Dániel-díja (1999)
- Premiu de excelenţă şi distincţia "Fibula de la Suseni" a Prefecturii Mureş
- Premiu de excelenţă a Primăriei Târgu Mureş
- Rotary International Paul Harris Fellow, France
- A Magyar Kulturális Kormányzat Erkel Ferenc-díja (2002)
- Marosvásárhely díszpolgára (2003)[5]
- Honoris Causa Civitate Donatus – Marosvásárhely díszpolgára (2003)
- A Magyar Érdemrend tisztikeresztje (2013)
- A Magyar Művészeti Akadémia életműdíja (2021)[6]

## Külső hivatkozások
- Állami Filharmónia, Marosvásárhely
- Hajdó Károly: marosvásárhelyi zeneiskola évfordulójára, Népújság, LI. évfolyam 4. (14057), 1999. január 7. csütörtök
- https://www.youtube.com/watch?v=iYPFV3yn2r0